# Saison 2 d'Austin et Ally
Chronologie
Saison 1 Saison 3
Cet article présente la deuxième saison de la série télévisée américaine Austin et Ally.
Composée de 26 épisodes, elle a été diffusée aux États-Unis du 7 octobre 2012 au 29 septembre 2013 sur Disney Channel et à partir du 16 janvier 2013 sur Disney Channel France.

## Épisodes

### Épisode 1:Sous le masque
- États-Unis : 7 octobre 2012 sur Disney Channel
- France,  Suisse, et  Belgique : 16 janvier 2013 sur Disney Channel France

### Épisode 2:Le Nouveau Danseur
- États-Unis : 14 octobre 2012 sur Disney Channel
- France,  Suisse, et  Belgique : 23 janvier 2013 sur Disney Channel France

### Épisode 3:Exagérations
- États-Unis : 28 octobre 2012 sur Disney Channel
- France,  Suisse, et  Belgique : 27 février 2013 sur Disney Channel France

### Épisode 4:Privé de sortie
- États-Unis : 4 novembre 2012 sur Disney Channel
- France,  Suisse, et  Belgique : 6 mars 2013 sur Disney Channel France

### Épisode 5:Copieurs et mauvaises odeurs
- États-Unis : 11 novembre 2012 sur Disney Channel
- France,  Suisse, et  Belgique : 13 mars 2013 sur Disney Channel France

### Épisode 6:Austin & Jessie & Ally: Tous ensemble! (Première partie)
- États-Unis : 7 décembre 2012 sur Disney Channel
- France,  Suisse, et  Belgique : 30 janvier 2013 sur Disney Channel France

### Épisode 7:Manèges et mauvaise haleine
- États-Unis : 13 janvier 2013 sur Disney Channel
- France,  Suisse, et  Belgique : 20 février 2013 sur Disney Channel France

### Épisode 8:Copine et petite copine
- États-Unis : 27 janvier 2013 sur Disney Channel
- France,  Suisse, et  Belgique : 20 mars 2013 sur Disney Channel France

### Épisode 9:Stage, Quiz et Quiproquo
- États-Unis : 17 février 2013 sur Disney Channel
- France,  Suisse, et  Belgique : 27 mars 2013 sur Disney Channel France

### Épisode 10:La Décision d'Austin (Première partie)
- États-Unis : 24 février 2013 sur Disney Channel
- France,  Suisse, et  Belgique : 3 avril 2013 sur Disney Channel France

### Épisode 11:La Décision d'Austin (Deuxième partie)
- États-Unis : 17 mars 2013 sur Disney Channel
- France,  Suisse, et  Belgique : 10 avril 2013 sur Disney Channel France

### Épisode 12:La Machine magique
- États-Unis : 7 avril 2013 sur Disney Channel
- France,  Suisse, et  Belgique : 18 octobre 2013 sur Disney Channel France

### Épisode 13:Couple ou Duo
- États-Unis : 5 mai 2013 sur Disney Channel
- France,  Suisse, et  Belgique : 1er mai 2013 sur Disney Channel France

### Épisode 14:Le Collier perdu
- États-Unis : 19 mai 2013 sur Disney Channel
- France,  Suisse, et  Belgique : 29 mai 2013 sur Disney Channel France

### Épisode 15:Ally et Entrechats
- États-Unis : 2 juin 2013 sur Disney Channel
- France,  Suisse, et  Belgique : 4 septembre 2013 sur Disney Channel France

### Épisode 16:Scouts, toujours prêts à chanter!
- États-Unis : 8 juin 2013 sur Disney Channel
- France,  Suisse, et  Belgique : 11 septembre 2013 sur Disney Channel France

### Épisode 17:Chansons et Quiproquos
- États-Unis : 23 juin 2013 sur Disney Channel
- France,  Suisse, et  Belgique : 17 septembre 2013 sur Disney Channel France

### Épisode 18:La Pire Danseuse du monde
- États-Unis : 14 juillet 2013 sur Disney Channel
- France,  Suisse, et  Belgique : 18 septembre 2013 sur Disney Channel France

### Épisode 19:Amour secret et chanson volée
- États-Unis : 19 juillet 2013 sur Disney Channel
- France,  Suisse, et  Belgique : 24 septembre 2013 sur Disney Channel France

### Épisode 20:Voyage vers le futur
- États-Unis : 28 juillet 2013 sur Disney Channel
- France,  Suisse, et  Belgique : 5 octobre 2013 sur Disney Channel France

### Épisode 21:Les Dangers du sport
- États-Unis : 4 août 2013 sur Disney Channel
- France,  Suisse, et  Belgique : 2 octobre 2013 sur Disney Channel France

### Épisode 22:Vagabond et Rock star
- États-Unis : 11 août 2013 sur Disney Channel
- France,  Suisse, et  Belgique : 9 octobre 2013 sur Disney Channel France

### Épisode 23:Ennemis jurés
- États-Unis : 1er septembre 2013 sur Disney Channel
- France,  Suisse, et  Belgique : 12 mars 2014 sur Disney Channel France

### Épisode 24:À la recherche du top talent
- États-Unis : 15 septembre 2013 sur Disney Channel
- France,  Suisse, et  Belgique : 23 octobre 2013 sur Disney Channel France

### Épisode 25:Le Film de leur vie
- États-Unis : 22 septembre 2013 sur Disney Channel
- France,  Suisse, et  Belgique : 30 octobre 2013 sur Disney Channel France

### Épisode 26:Le Choix d'Ally
- États-Unis : 29 septembre 2013 sur Disney Channel
- France,  Suisse, et  Belgique : 6 novembre 2013 sur Disney Channel France